# Ber Groosjohan
Bernardus (Ber / Bernard) Groosjohan (Rotterdam, 16 juni 1897 – aldaar, 5 augustus 1971) was een Nederlands voetballer en ondernemer.

## Loopbaan
Groosjohan speelde vanaf 1913 voor Sparta Rotterdam, waar hij tevens aan atletiek deed. In het seizoen 1915/16 verbleef hij in Berlijn. Vanaf 1920 kwam hij uit voor V.O.C. uit Rotterdam. Tussen 1920 en 1924 speelde hij 14 wedstrijden voor het Nederlands voetbalelftal en maakte daarbij 5 doelpunten. Hij nam deel aan de Olympische Zomerspelen in 1920 en de Olympische Zomerspelen in 1924. In 1920 behaalde Nederland een bronzen medaille. In 1925 beëindigde hij zijn voetballoopbaan. Hij was daarnaast een verdienstelijk schaker bij de Nieuwe Rotterdamsche Schaakvereeniging (NRSV). Groosjohan was bedrijfsleider en later directeur in het familiebedrijf de N.V. Confectiefabriek (v/h) Gebr. Groosjohan.